# Шнаппер, Доминик
Домини́к Шнаппе́р (фр. Dominique Schnapper, 9 ноября 1934, Париж) — французский социолог и политолог; член Конституционного совета Франции в 2001—2010.

## Биография
Дочь Раймона Арона. Окончила Институт политических исследований (1957), доктор социологии (1967, Сорбонна), доктор филологии (1979, Университет Париж V).

## Область научных интересов
Специалист по социологии социальных движений и организаций (в том числе, французской административной системы), проблемам гражданской и национальной идентичности, политической социологии.

## Труды
- L’amour de l’art, les musées et leur public (в соавторстве с Пьером Бурдье и Аленом Дарбелем; 1966, многократно переиздавалась)
- L’Italie Rouge et Noire (1971)
- Juifs et Israélites (1980)
- L'Épreuve du chômage (1981, переизд. 1994)
- La France de l’intégration, sociologie de la nation en 1990 (1991)
- L’Europe des immigrés, essai sur les politiques d’immigration (1992)
- La Communauté des citoyens, sur l’idée moderne de nation (1994)
- Contre la fin du travail (1997)
- La Relation à l’Autre. Au cœur de la pensée sociologique (1998)
- La compréhension sociologique (1999)
- Qu’est-ce que la citoyenneté? (2000)
- Questionner le racisme (2000)
- Exclusions au coeur de la cité (2001)
- La démocratie providentielle. Essai sur l'égalité contemporaine (2002)
- Les diasporas (2003)
- Au fur et à mesure: Chroniques 2001—2002 (2003)
- Qu’est ce que l’intégration? (2007)
- Identité et mémoire = Identity and memory (2007)
- La condition juive en France: la tentation de l’entre-soi (2009, в соавторстве)
- Une sociologue au Conseil Constitutionnel (2010)
- L’Engagement (2011)

## Публикации на русском языке
- Интеграция и гражданство: французская модель // Евреи и XX век: Аналитический словарь/ Эли Барнави, Саул Фридлендер, сост. Пер. с фр. Москва: Текст; Лехаим, 2004, с.439-456
- Хрупкие основы государства всеобщего благосостояния //

## Признание
Президент французского социологического общества (1995—1999). Член Конституционного совета Франции (2001—2010). Кавалер ордена Почётного легиона, офицер Ордена искусств и литературы. Лауреат Европейской премии Бальцана в номинации «Социология» (2002). Труды Шнаппер переведены на основные европейские языки, турецкий язык.